# Francisco Antonino Vidal

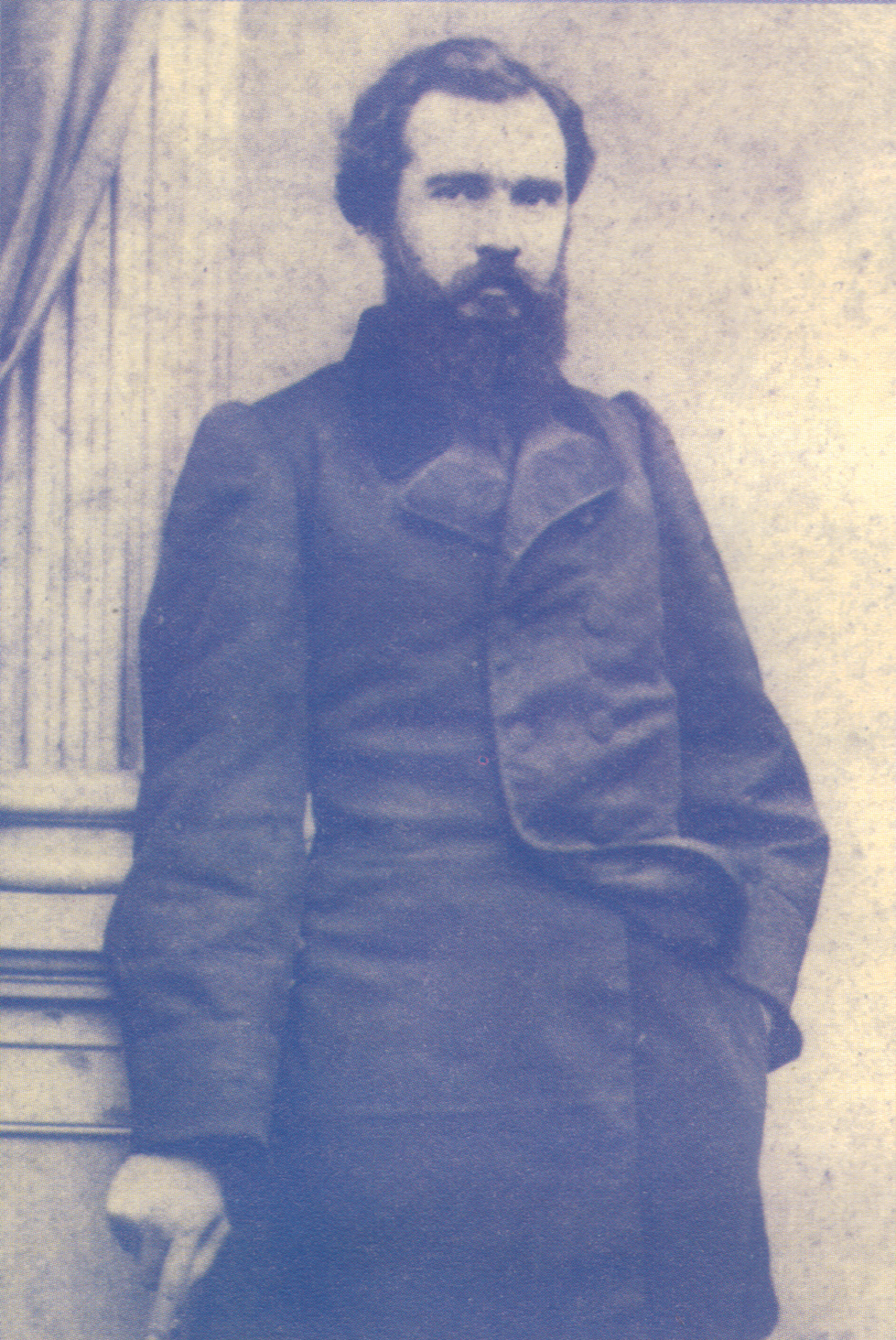
Francisco Antonino Vidal

Francisco Antonino Vidal Silva (* 1827 in San Carlos; † 1889 Montevideo) war ein uruguayischer Politiker und Arzt.
Vidal, der in Paris Medizin studiert hatte, übte im Jahre 1865 zunächst ein Ministeramt aus und wurde während des Tripel-Allianz-Krieges gegen Paraguay von Venancio Flores mit diktatorischen Vollmachten ausgestattet. Er war zudem Abgeordneter und Senator. 1870 übernahm er anstelle von Lorenzo Batlle, sowie später zweimal von Lorenzo Latorre vorübergehend die Führung des Staates. Die erste Übernahme der Amtsgeschäfte Latorres fand dabei zwischen dem 14. Februar 1879 und dem 1. März 1879 statt.
Nach dem Rücktritt Latorres im Jahre 1880 wurde der der Partido Colorado angehörige Vidal sodann von der Generalversammlung, der Asamblea General, am 16. März 1880 für die Zeit bis zum 1. März 1883 zum Präsidenten von Uruguay gewählt, nachdem er unmittelbar zuvor am 15. März die Position Latorres zum zweiten Mal bis dahin übergangsweise übernommen hatte. Jedoch trat Vidal anschließend bereits zum 28. Februar 1882 ein Jahr vor Ende seiner Amtszeit zurück, um die Verfassungsperiode zu beenden. Die Generalversammlung wählte daraufhin Máximo Santos für einen Zeitraum von vier Jahren als seinen Nachfolger.
Am 1. März 1886 erfolgte nun erneut Vidals Wahl zum verfassungsmäßigen Präsidenten Uruguays. Auch diese vierjährige Amtszeit beendete er aber wiederum vorzeitig, als er schon wenige Wochen nach seiner Wahl sein Amt am 24. Mai 1886 niederlegte.
Seine politische Karriere beendete er als Abgeordneter für Paysandú.